# أندجي دودا
أندجي سيباستيان دودا (بالبولندية: Andrzej Sebastian Duda، تُلفظ بالبولندية: 'andʐɛj ˈduda) (ولد في 16 مايو 1972) هو محام وسياسي بولندي والرئيس المنتخب لبولندا منذ 6 أغسطس عام 2015. كان أندجي دودا عضوًا في مجلس النواب البولندي منذ عام 2011 حتى 2014 والبرلمان الأوروبي منذ عام 2014 حتى 2015 قبل أن يصبح رئيسًا.
كان دودا المرشح الرئاسي عن حزب العدالة والقانون خلال الانتخابات الرئاسية البولندية في شهر مايو عام 2015. حصل على 5,179,092 صوتًا أي 34.76% من الأصوات الصحيحة في الجولة الأولى من التصويت؛ وحصل على 51.55% من الأصوات في الجولة الثانية من التصويت متفوقًا على الرئيس السابق برونيسواف كوموروفسكي، والذي حصل على 48.45% من الأصوات. استقال أندجي دودا من عضويته في حزبه كرئيس منتخب في 26 مايو عام 2015.
حصل على الدعم الرسمي من حزب العدالة والقانون قبل حملته لإعادة انتخابه في عام 2020 في 24 أكتوبر عام 2019. احتل المركز الأول في الجولة الأولى ثم تابع هزيمة رافال تشاسكوفسكي في جولة الإعادة بنسبة 10,40,648 صوت أي 51.03% من الأصوات.

## الحياة السياسية

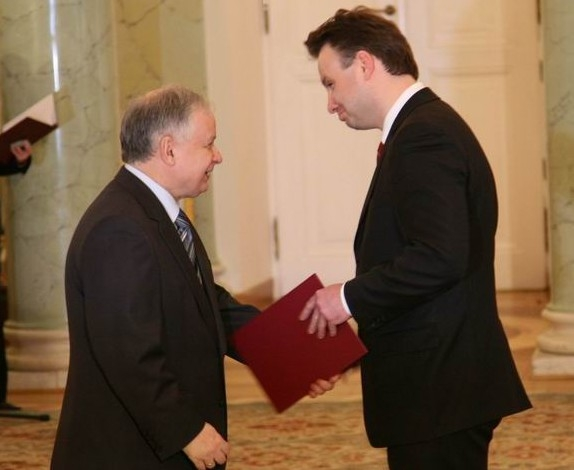
وكيل الدولة في مستشارية رئيس جمهورية بولندا.

بدأ دودا حياته السياسية مع حزب اتحاد الحرية المنحل في أوائل العقد الأول من القرن الحادي والعشرين. بدأ تعاونه مع حزب العدالة والقانون بعد الانتخابات البرلمانية عام 2005. شغل دودا منصب وكيل وزارة العدل منذ عام 2006 حتى عام 2007، وكان عضوًا في محكمة الدولة البولندية منذ عام 2007 حتى عام 2008.
كان دودا وكيل وزارة الخارجية في مستشارية رئيس جمهورية بولندا منذ عام 2008 حتى عام 2010 أثناء رئاسة ليخ كاتشينسكي. كان مرشح حزب العدالة والقانون لعمادة كراكوف في عام 2010، وهي المدينة التي ينحدر منها، ولكنه لم ينجح حينها، وكان أكثر نجاحًا في الانتخابات البرلمانية لعام 2011 حيث حصل على 79981 صوتًا لمدينة كراكوف، فأدى ذلك إلى جعله عضوًا في مجلس النواب (السيّم).
أثنت المجلة الإخبارية بوليتيكا في سبتمبر عام 2013 على دودا لكونه أحد أكثر أعضاء البرلمان نشاطًا؛ ووصفته حينها بأنه منفتح على حجج المعارضة وامتناعه عن الاعتداءات الشخصية كجزء من دوره في لجنة المسؤولية الدستورية. ظل دودا عضوًا في مجلس النواب حتى انتخابه للبرلمان الأوروبي في عام 2014.

### الحملة الرئاسية لعام 2015
تمكن كوموروفسكي من السعي لإعادة انتخابه في الانتخابات الرئاسية المقررة، وذلك مع انتهاء فترة ولايته الرئاسية الأولى. كان دودا منافسًا لكوموروفسكي في حزب العدالة والقانون في الانتخابات.
جاء دودا في الجولة الأولى من الانتخابات الرئاسية لعام 2015 في المرتبة الأولى، وحصل على 5,179,092 صوت، أي 34.76% من الأصوات الصحيحة.
حصل دودا في الجولة الثانية على 51.55% من الأصوات مقابل 48.45% من حصة منافسه كوموروفسكي. استقال رسميًا من عضوية الحزب في 26 مايو عام 2015.

### الحملة الرئاسية لعام 2020
جاء دودا في المرتبة الأولى كما ظهر في نتائج الجولة الأولى من الانتخابات الرئاسية لعام 2020، وحصل على حوالي 44% من الأصوات. جاء عمدة وارسو رافال تشاسكوفسكي في المرتبة الثانية بحصوله على أكثر بقليل من 30% من الأصوات. جرت الجولة الثانية يوم 12 يوليو، وفاز دودا بإعادة الانتخابات حينها.

### السياسة الخارجية

#### الصين
في فبراير 2022، حضر دودا حفل افتتاح الألعاب الأولمبية الشتوية في بكين والتقى بالرئيس الصيني شي جين بينغ. انتقد بعض الدبلوماسيين البولنديين زيارة دودا للصين لأن بعض حلفاء بولندا الغربيين قاطعوا دورة الألعاب الأولمبية الشتوية في الصين بسبب الإبادة الجماعية للأويغور وغيرها من انتهاكات حقوق الإنسان في الصين.

#### إسرائيل وفلسطين
في 7 أكتوبر 2023، أدان الهجمة المسلحة التي قامت بها حماس خلال حرب إسرائيل وحماس وأعرب عن دعمه لإسرائيل وحقها في الدفاع عن النفس. في إطار متصل أفاد موقع بلومبيرغ الأميركي نقلا عن رسالة اطّلع عليها، بأن الرئيس البولندي أندريه دودا طلب من الحكومة بلده حماية رئيس الوزراء الإسرائيلي بنيامين نتنياهو من الاعتقال المحتمل إذا حضر احتفالا في البلاد بالذكرى 80 لتحرير "معسكر أوشفيتز". قال الرئيس أندريه دودا إن السلطات البولندية يجب أن تضمن أن إقامة نتنياهو على الأراضي البولندية "دون عوائق" مشيراً إلى "الظروف الاستثنائية تمامًا" للحدث، حسب رسالة بتاريخ 8 يناير موجهة إلى رئيس الوزراء دونالد توسك اطلعت عليها بلومبيرغ نيوز.
ليأتي هذا الإجراء على خلفية أصدار الجنائية الدولية مذكرتي اعتقال دوليتين بحق نتنياهو ووزير الدفاع المقال يوآف غالانت في 21 نوفمبر/تشرين الثاني 2024 بتهم ارتكاب جرائم حرب وجرائم ضد الإنسانية خلال حرب الإبادة الجماعية المستمرة على القطاع منذ 7 أكتوبر/تشرين الأول 2023. كانت هيئة البث الإسرائيلية الرسمية أعلنت في وقت سابق أن نتنياهو لن يحضر احتفالية ذكرى تحرير "معسكر أوشفيتز" في يناير/كانون الثاني 2025 في بولندا خشية اعتقاله.